# エアハルト・ロレタン
エアハルト・ロレタン（Erhard Loretan、1959年4月28日 - 2011年4月28日）は、スイスの登山家。

## 人物
ロレタンはフリブール州のBulleで生まれ、11歳で登山を始めた。1979年に家具職人となり、1981年からは登山ガイドの仕事を始めた。
ロレタンは8000メートル峰14座を世界で3番目に制覇した。達成時の年齢は36歳だった。1980年に初めてアンデス山脈に挑戦し、1982年にナンガ・パルバットに登った時から、8000メートル峰への挑戦を始めた。そして13年後の1995年、最後のカンチェンジュンガに登り、世界で3番目に8000メートル峰全14座登頂を成し遂げた。
スピード登攀で知られ、14座のうちの半数をアルパインスタイルで登っている。特に、ジャン・トロワイエと共に、エベレスト北壁をアルパインスタイルで40時間で登頂したことが有名である。北壁の取り付きからジャパニーズ・クーロワール経由で登り、グリセードを使って5時間で下山した。他にもジャン・トロワイエ、ヴォイテク・クルティカと共に、チョ・オユーとシシャパンマをどちらも南西壁から1日で登頂している。
アンナプルナではノルベルト・ヨースと共に、長大な東稜からの初登頂を果たし、北側への縦走に成功した。この縦走は予定になかったことであり、南側にベースキャンプを構えていた他の隊員はカトマンズで2人と落ち合うまで2人の消息をつかめていなかった。
2011年4月28日、地元スイスのグリュンホルンで登山ガイド中に事故で死去した。52歳没。

## 8000メートル峰全14座の登頂記録
1. 1982年 ナンガ・パルバット
2. 1983年 ガッシャーブルムII峰
3. 1983年 ガッシャーブルムI峰
4. 1983年 ブロード・ピーク
5. 1984年 マナスル
6. 1984年 アンナプルナ
7. 1985年 K2
8. 1985年 ダウラギリ　12月8日登頂
9. 1986年 エベレスト　8月30日登頂
10. 1990年 チョ・オユー
11. 1990年 シシャパンマ
12. 1991年 マカルー
13. 1994年 ローツェ
14. 1995年 カンチェンジュンガ

## その他の主な登頂記録
- 1980年 ワスカラン
- 1985年 アイガー北壁
- 1990年 デナリ

## 脚註
1. ↑  『世界の山岳大百科』山と渓谷社、2013年
2. ↑  Famed Swiss climber Erhard Loretan dies in fall in Alps BBC News 2011-4-28